# The Bridge of Sighs (pel·lícula de 1925)

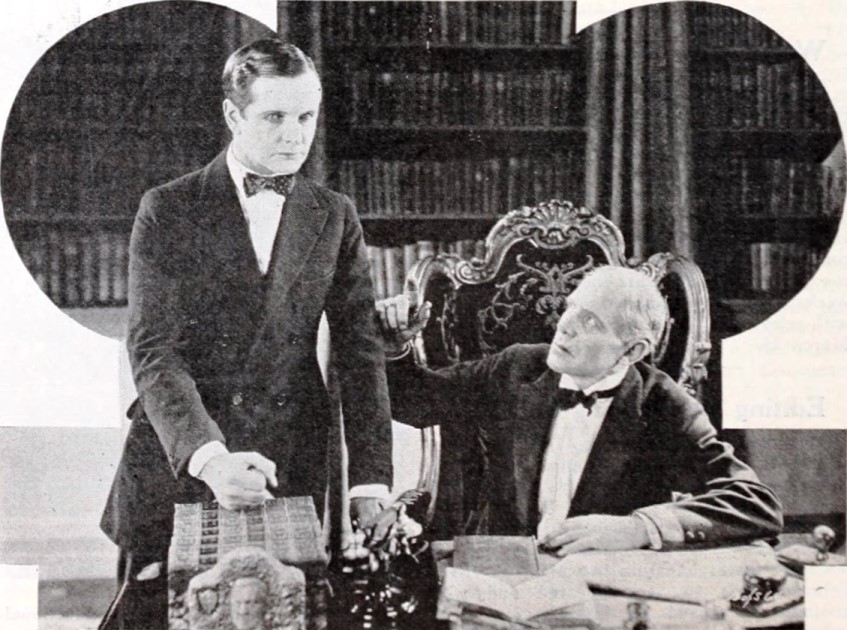
Fotograma de la pel·lícula publicat a la pàgina 810 de l'edició del 21 de febrer de 1925 de la revista The Moving Picture World.

The Bridge of Sighs és una pel·lícula muda de la Warner Bros. dirigida per Phil Rosen i protagonitzada per Dorothy Mackaill, Creighton Hale i Richard Tucker. Inspirada en una cançó amb el mateix títol de Charles K. Harris, es va estrenar l'1 de gener de 1925. Se’n conserva una còpia incompleta als Archives Du Film Du CNC (Bois d'Arcy, França).

## Argument
Billy Craig, el fill del ric president d'una línia de vaixells de vapor, s'enamora de Linda Harper, el pare del qual treballa per al seu pare. Billy contreu deutes de joc i el seu pare es nega a donar els diners per cobrir el deute. Aleshores ell els roba de l'escriptori del seu pare, paga al jugador i marxa de viatge. El pare de Linda és acusat del robatori i enviat a la presó. Billy torna del seu viatge i s’assabenta de l'empresonament del pare de Linda. Aleshores confessa al seu pare que ell és el culpable. Per estalviar a la seva dona malalta el xoc d’una confessió pública, el pare obliga Billy a embarcar-se a bord d’un dels vaixells de la companyia. Posteriorment, Billy s’escapa del vaixell i torna a casa per trobar la seva mare ha mort. Aleshores es confessa al pare de Linda, que estant malalt ha quedat en llibertat condicional. Billy s’ofereix d’anar a la presó, però Harper li demana que Linda mai sàpiga el que ha passat. També l’informa que Linda ha anat a veure Glenn Hayden per demanar diners prestats. Billy va darrere seu i arriba just a temps per salvar-la de les atecions no desitjats de Hayden. Billy i Linda es casen amb el consentiment agraït dels seus pares.

## Repartiment
- Dorothy Mackaill (Linda Harper)
- Creighton Hale (Billy Craig)
- Richard Tucker (Glenn Hayden)
- Alec B. Francis (John Harper)
- Ralph Lewis (William Craig)
- Cliff Saum (Smithers)
- Fanny Midgley (Mrs. William Craig)
- Aileen Manning (Mrs. Smithers)